# 2919 Dali
2919 Dali là một tiểu hành tinh Themis nhỏ được phát hiện bởi Schelte J. Bus vào năm 1981. Nó được đặt theo tên Salvador Dalí, một nghệ sĩ siêu thực Tây Ban Nha. Nó có chu kỳ quay quanh Mặt Trời là 5 năm 218 ngày.